# Чемпіонат Польщі з хокею 1978—1979
Чемпіонат Польщі з хокею 1979 — 44-ий чемпіонат Польщі з хокею, чемпіоном став клуб Подгале (Новий Тарг).

## Попередній раунд
| М  | Команда               | І  | В  | Н | П  | Ш      | О  |
| -- | --------------------- | -- | -- | - | -- | ------ | -- |
| 1. | Заглембе Сосновець    | 28 | 21 | 3 | 4  | 153:79 | 45 |
| 2. | Подгале (Новий Тарг)  | 28 | 19 | 2 | 7  | 137:77 | 40 |
| 3. | ЛКС (Лодзь)           | 28 | 17 | 3 | 8  | 131:88 | 37 |
| 4. | Напшуд Янув           | 28 | 15 | 5 | 8  | 123:82 | 35 |
| 5. | Баїлдон (Катовіце)    | 28 | 11 | 3 | 14 | 98:120 | 25 |
| 6. | ГКС Катовіце          | 28 | 6  | 6 | 16 | 77:113 | 18 |
| 7. | Сточньовець (Гданськ) | 28 | 4  | 4 | 20 | 81:161 | 12 |
| 8. | Легія Варшава         | 28 | 4  | 4 | 20 | 68:148 | 12 |

Скорочення: М = підсумкове місце, І = ігри, В = перемоги, Н = нічиї, П = поразки, Ш = закинуті та пропущені шайби, О = набрані очки

## Фінальний раунд
| М  | Команда              | І  | В  | Н | П  | Ш       | О  |
| -- | -------------------- | -- | -- | - | -- | ------- | -- |
| 1. | Подгале (Новий Тарг) | 40 | 27 | 4 | 9  | 189:109 | 58 |
| 2. | Заглембе Сосновець   | 40 | 26 | 4 | 10 | 198:124 | 56 |
| 3. | ЛКС (Лодзь)          | 40 | 21 | 5 | 14 | 168:133 | 47 |
| 4. | Напшуд Янув          | 40 | 18 | 8 | 14 | 159:130 | 44 |

Скорочення: М = підсумкове місце, І = ігри, В = перемоги, Н = нічиї, П = поразки, Ш = закинуті та пропущені шайби, О = набрані очки

## Втішний раунд
| М  | Команда               | І  | В  | Н | П  | Ш       | О  |
| -- | --------------------- | -- | -- | - | -- | ------- | -- |
| 5. | Баїлдон (Катовіце)    | 40 | 19 | 4 | 17 | 153:161 | 42 |
| 6. | ГКС Катовіце          | 40 | 11 | 8 | 21 | 118:156 | 30 |
| 7. | Легія Варшава         | 40 | 8  | 6 | 26 | 111:200 | 22 |
| 8. | Сточньовець (Гданськ) | 40 | 7  | 7 | 26 | 114:197 | 21 |

Скорочення: М = підсумкове місце, І = ігри, В = перемоги, Н = нічиї, П = поразки, Ш = закинуті та пропущені шайби, О = набрані очки

## Найкращий гравець
Найкращим гравцем журналом «Спорт» (пол. Sport) був визнаний Валентій Зентара з Подгале (Новий Тарг).

## ІІ Ліга
Переможцем ліги став клуб ГКС Тихи.